# Gerrie Coetzee
Pour les articles homonymes, voir Coetzee.
Gerrie Coetzee, né le 8 avril 1955 à Boksburg et mort le 12 janvier 2023 au Cap,, est un boxeur sud-africain.

## Carrière

### Débuts professionnels
Gerrie Coetzee passe professionnel en 1974. Il remporte douze victoires consécutives, inclus une victoire contre l'ancien challenger mondial Ron Stander, avant d'obtenir une chance de remporter le titre de champion d'Afrique du sud le 16 août 1976, qu'il remporte après la disqualification du champion, Mike Schutte. Il défend victorieusement ce titre à 3 reprises en 1976 et 1977, battant notamment l'ancien challenger mondial mi-lourd Pierre Fourie. 
Après 20 victoires consécutives, il rencontre l'ancien champion du monde Leon Spinks, pour son premier combat en dehors de l'Afrique du sud, le 24 juin 1979. Spinks démarre le combat avec agressivité, en acculant Coetzee contre les cordes, mais une droite envoie Spinks à terre avant la moitié du round. Ce dernier se relève mais Coetzee le renvoie à terre une deuxième fois. Renvoyé à terre une 3e fois, Spinks perd par KO technique.

### Première chance mondiale
Gerrie Coetzee obtient sa première chance de devenir champion du monde face à John Tate, pour la ceinture vacante WBA. Le combat se déroule à Pretoria, Coetzee peut devenir le premier sud-africain champion du monde poids lourds. John Tate est donné favori, et remporte le combat aux points à l'issue des 15 rounds, Coetzee connait la première défaite de sa carrière.

### Deuxième chance mondiale
Après une victoire par KO en 1 round contre Mike Koranicki, il obtient une deuxième chance mondiale contre le nouveau champion WBA, Mike Weaver, le 25 octobre 1980. Coetzee démarre bien le combat, remportant plusieurs rounds. Dans la 8e reprise, Coetzee semble prendre un avantage décisif, faisant reculer Weaver dans les cordes et le frappe durement, mais Weaver réplique et le combat continue à l'issue du round. Après 12 rounds, les juges sont partagés sur le boxeur en tête aux points, mais dans la 13e reprise, Coetzee est envoyé à terre par une droite de Weaver et se relève trop tard, il perd une nouvelle fois.

### Vers une nouvelle chance mondiale
Coetzee bat par la suite George Chaplin sur décision des juges, mais, lors de son combat suivant contre Renaldo Snipes, bien que l'ayant envoyé à terre à deux reprises, il est déclaré perdant aux points par décision partagée des juges au mécontentement du public et de la presse. Coetzee enchaine cependant quatre victoires, battant notamment Scott Ledoux et Stan Ward. Il fait ensuite match nul contre l'invaincu Pinklon Thomas, dans un combat où les deux hommes finissent blessés.

### Champion du monde
Il a finalement une nouvelle chance de remporter le titre de champion du monde poids lourds WBA le 23 septembre 1983 contre Michael Dokes. Dokes est donné favori, mais Coetzee le détrône par KO à la 10e reprise. Ring Magazine nommera cette victoire surprise de l'année.
Gerrie Coetzee devait ensuite normalement affronter le champion IBF des poids lourds Larry Holmes pour l'unification des ceintures WBA et IBF, des poids-lourds le 15 juin 1984, au Cæsars Palace de Las Vegas dans ce qui devait être le combat de l'année 1984 mais les responsables annulèrent le combat en déclarant que les promoteurs (JPD Inc) n'avaient pas respecté les conditions financières : ils avaient promis 13 millions de dollars à Holmes et 8 millions de dollars à Coetzee mais même après avoir sérieusement réduit les bourses, ils n'avaient toujours pas l'appui financier suffisant pour assurer l'organisation. Don King avait ensuite prévu de promouvoir ce combat mais Holmes a perdu un procès intenté par l'avocat de Virginie Richard Hirschfeld (qui avait un contrat avec Holmes) lui donnant le droit de refuser l'affrontement Holmes-Coetzee. L'américain a alors renoncé et s'est concentré sur la défense de la ceinture IBF.

### Perte du titre
Le 1er décembre 1984 Coetzee défend le titre WBA des poids-lourds face à Greg Page. Page envoie Coetzee à terre au 7e round, mais ce dernier se relève. La 8e reprise verra une victoire controversée de Page : En effet, une erreur de chronométrage verra le round durer près de 4 minutes au lieu de 3, Page mettant KO son adversaire à la fin de cette reprise. La WBA valide néanmoins sa victoire, Page devient champion du monde et Coetzee connait sa 4e défaite.

### Dernières années
Après la perte de son titre, il bat James Tillis par décision unanime le 7 septembre 1985, mais est battu par KO à la première reprise par Frank Bruno le 4 mars 1986  et se retire des rings. Il fait un bref retour en 1993 pour deux victoires contre le champion du Canada et un inconnu. Il fait un second retour en 1997. Après une victoire contre un inconnu, il est battu par Iran Barkley et met un terme à sa carrière en 1997 sur un bilan de 33 victoires, 6 défaites et 1 match nul.